# Haitou (köpinghuvudort i Kina, Hainan Sheng, lat 19,51, long 108,95)
Haitou är en köpinghuvudort i Kina. Den ligger i provinsen Hainan, i den södra delen av landet, omkring 160 kilometer väster om provinshuvudstaden Haikou. Antalet invånare är 34 648. Befolkningen består av 16 333 kvinnor och 18 315 män. Barn under 15 år utgör 26,0 %, vuxna 15-64 år 65 %, och äldre över 65 år 7,0 %.
Runt Haitou är det ganska tätbefolkat, med 86 invånare per kvadratkilometer. Haitou är det största samhället i trakten. Omgivningarna runt Haitou är en mosaik av jordbruksmark och naturlig växtlighet.
Genomsnittlig årsnederbörd är 2 369 millimeter. Den regnigaste månaden är juli, med i genomsnitt 411 mm nederbörd, och den torraste är januari, med 20 mm nederbörd.